# スリップウェア

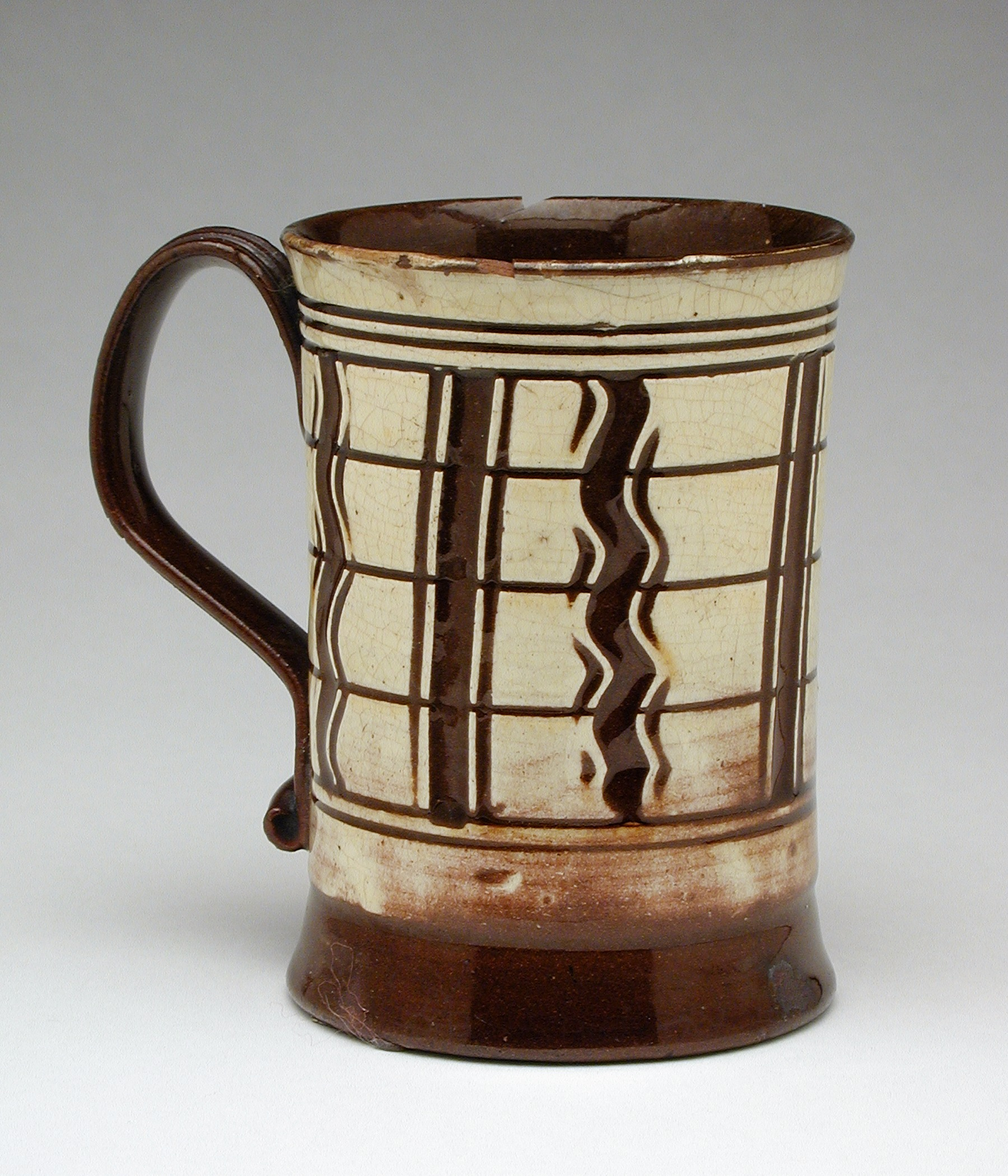
スリップウェアを用いたマグカップ（イングランド、1740年頃、ロサンゼルス郡美術館所蔵）

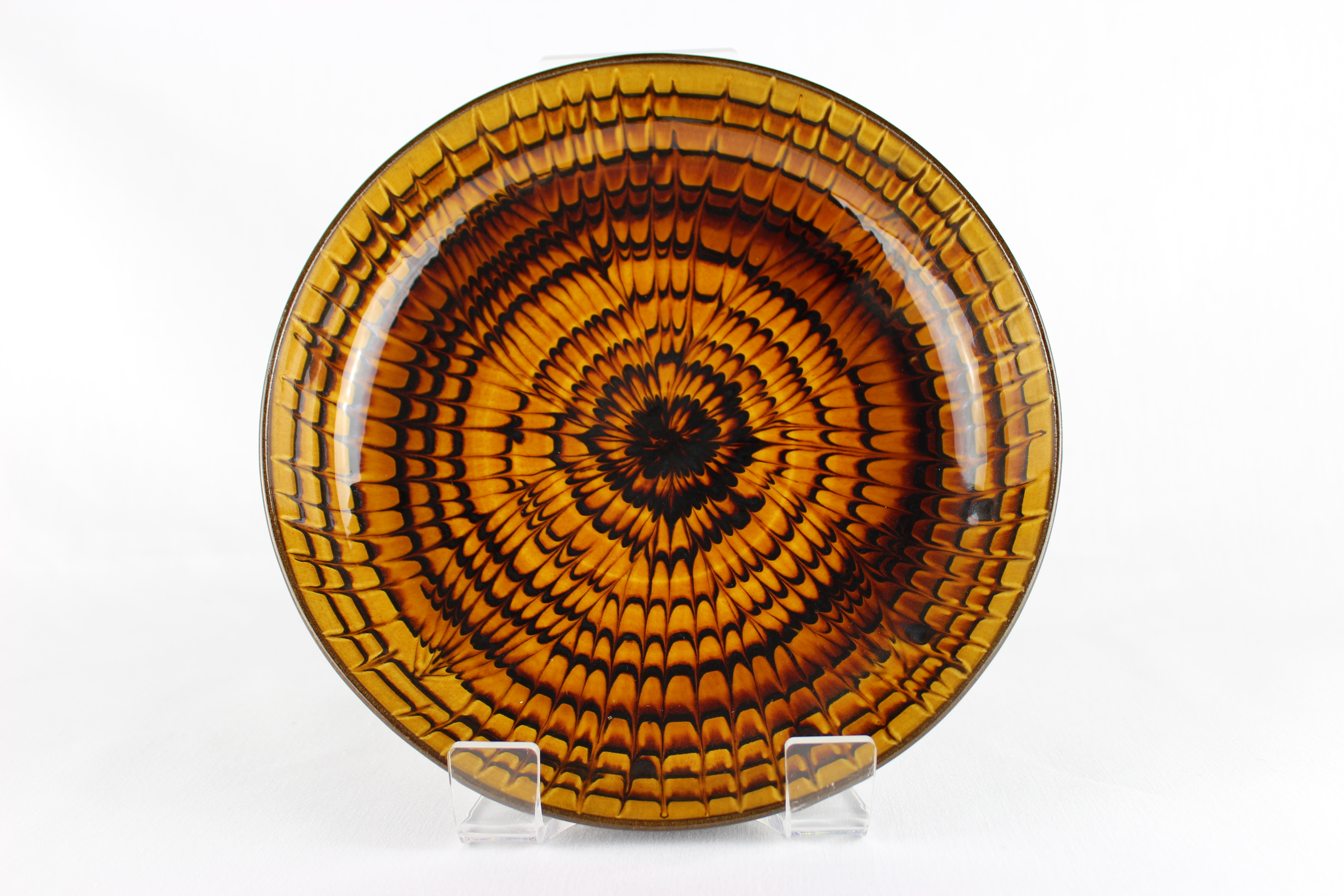
"Thrown, Slip Trailed, Feathered Dish" Joan Hotchin 作

スリップウェア（slipware）とは
、ヨーロッパなど世界各地で見られた、古い時代の陶器の一種。
器の表面をスリップ（エンゴーベ）と呼ばれる泥漿（でいしょう：水と粘土を適度な濃度に混ぜたもの）状の化粧土で文様を描き、装飾する方法が特徴。
近年でも主に日本の陶芸家によってスリップウェア作品が作陶されている。

## 作製方法
まず先述のスリップを準備し、生乾きの鉢や皿の全面に地色となるスリップをかける。さらにこの上にスポイトから細く垂らしたり、筆で描いたり、更にこれを櫛状の道具で引っかいたりして文様を描く。このあと場合によっては型に押し当てて成型し、窯に入れて焼く。完成後、スリップをたらした部分は盛り上がって素地とは違う色の文様が浮かび上がることになる。
スリップは白い粘土や鉱石の調合で作られ、「化粧土（engobe、エンゴーベ）」とも呼ばれる。器がスリップで均一に化粧掛けされる場合もあるが、これは荒い素地を色の淡いスリップでカバーし、滑らかで美しい表面に仕上げるためや、スリップを部分的に削って素地の色を出し模様にするためである。ヨーロッパなどで建築の壁の装飾に使われたズグラッフィート（Sgraffito）という手法は陶芸でも使われており、表面が生乾きの間に着色したスリップの層を線で引っかいて、下側の異なる色のスリップの層や素地となる陶の色を露出させて模様を描く。
スリップは、陶の上に色を一層または数層に重ねて絵を描く手法としても使われる。このうち、スポイトから垂らす手法は日本の作陶における「筒描き」(いっちん盛り)と同じ手法であり、スリップを垂らしては流す事を繰り返して矢羽根文様を作ることもできる。
また、近年ではスリップを塗ってから一度素焼きを行ない、その上に釉薬や異なる色のスリップを流したりした後に本焼成する。古来の一度だけ焼成を行なう方法では温度は1,000℃前後なのに対し、現在では本焼成を約1,300℃で行なっている。

## スリップウェアの歴史

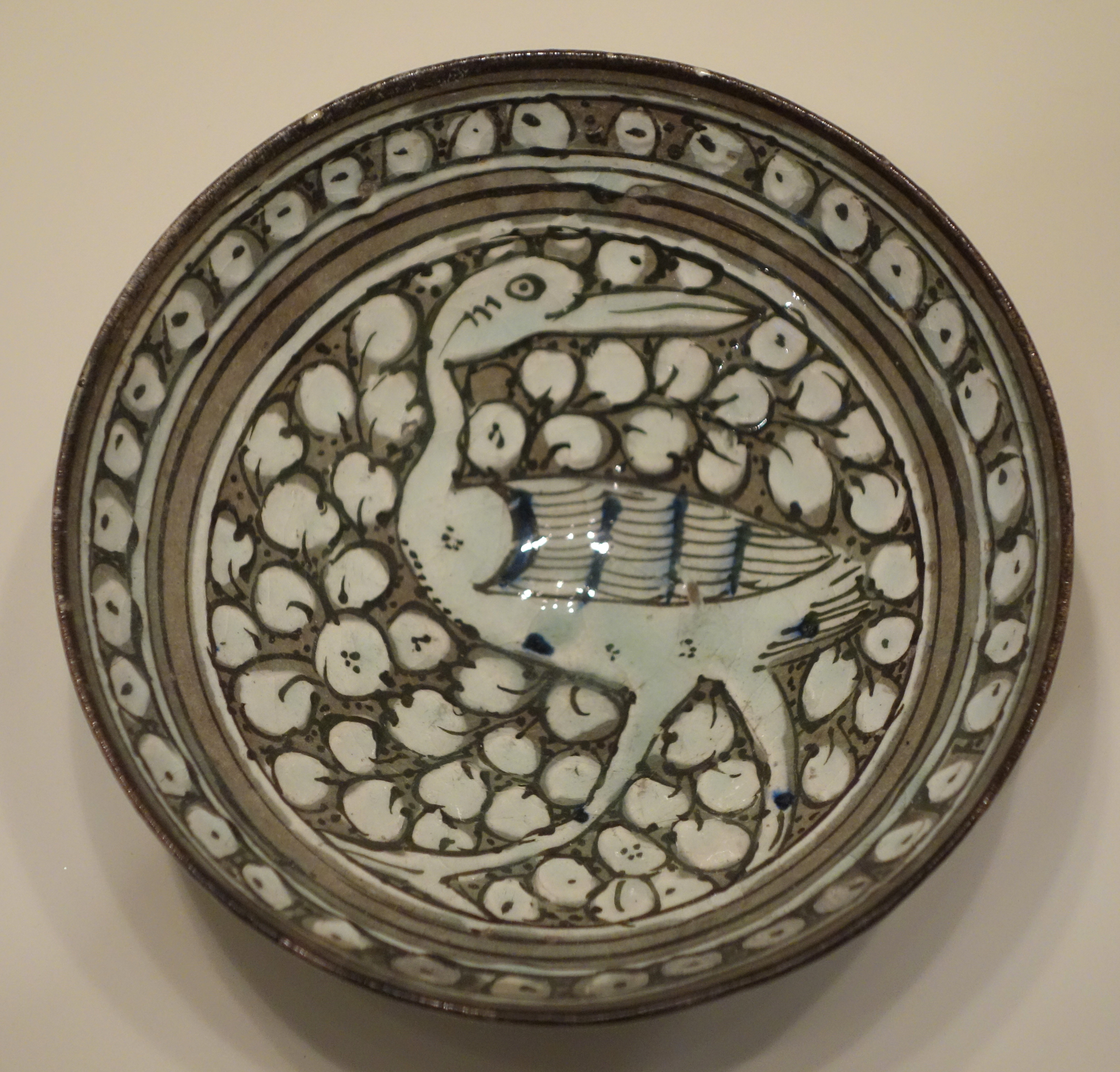
14世紀前半のイランで制作されたスルタナバード陶器（シンシナティ美術館所蔵）

### 先史時代、紀元前、古代
「スリップ」で装飾された焼き物の歴史は古く、紀元前から世界中で制作されていたと言われている。
多くの先史時代や産業革命前の時代の文化で作陶されていたスリップウェア作品が確認されている。最古のものは紀元前5000年の古代中国で作陶されていた「彩陶」や、メソポタミア文明や古代エジプト文明などの古代中東、インダス文明で作られたと考えられている。
その後、アフリカの多くの地域、南北アメリカ大陸の先住民の間や、初期の朝鮮半島、ミケーネ文明、古代ギリシアの陶芸、イスラームの陶芸で「スリップ」装飾技法が作陶に用いられていた。
そして英国では、ローマ帝国領時代の1世紀から4世紀には既に「スリップ」を用いた作陶が行われており、古代ローマの代表的な土器である「テラ・シギラータ」の装飾に用いられていた。しかし5世紀に入りローマ帝国が英国から撤退し、アングロ・サクソン人の侵入と共に、轆轤や窯も使われていない手捻りを野焼きした釉薬も施釉されていない粗末な土器が作られるようになってしまった。

### 中世
8世紀からヨーロッパ大陸より轆轤や釉薬の技術が伝わり、英国の製陶技術が再び進展し始め、ノルマン征服の頃には鉛の釉薬を使った焼き物が普及した。これらは「中世陶器」と呼ばれている。
そして中世では食器よりも建築用の陶製タイルが活躍し、「スリップ」装飾技法もふんだんに用いられていた
。

### 英国スリップウェア全盛期
15世紀から16世紀になると、寒冷化と交易によりヨーロッパ大陸文化の影響を受けた英国では、食卓に陶製の器が増えていった。そしてドイツやオランダから2色以上のスリップを重ね掛けして装飾された焼き物である「スリップウェア」が英国に入り、17世紀初頭には既に黒色と黄色のスリップウェア定番の色彩の組み合わせも登場するようになった。
17世紀から18世紀まで、英国などで重厚なスリップウェア陶器が作製され、鍋や皿などの食器として使われていた。トーマス・トフトによりスリップで緻密な装飾を施された「トフトウェア」。更に鳥文様や縞文様、フェザーコームや格子文様などの抽象的な文様。一筆描き文様や「動物の骨」文様まで、この時期には既に「名も無き職人たち」により様々な文様が施されていた。そしてスリップウェアの器はオーブン料理にも用いられていた。
ところがこうしたスリップウェアは、進んだ陶磁器技法の普及や18世紀末から起こった「産業革命」による大量生産品の普及とともに、19世紀末になる頃には廃れ、忘れ去られていった。

### 日本の民藝家による「スリップウェア」復興活動
そして20世紀になり、日本の「民藝運動」の始まりと共に「スリップウェア」は見直されることになる。
1913年（大正2年）、柳宗悦が見付け心躍らせたたものの、学生だったため高価過ぎて手が出せず、その少し前に富本憲吉が同じ本を見付けて前金払いで購入し、借金をしにいった友人であるバーナード・リーチは、金は貸すがその本をしばらく自分に預けろといって聞かなかった。
このようなエピソードがある、東京の丸善で販売していた、チャールズ・ロマックス著『古風な英国陶器（クェント・オールド・イングリッシュ・ポタリー）』という文献の中で、柳と富本とリーチは初めて「スリップウェア」という「古き良き英国の陶芸装飾技法」の存在を知った。
1920年（大正9年）、バーナード・リーチは濱田庄司を伴い英国に渡り、セント・アイブスに、後の「リーチ・ポタリー」となる窯を築いた。そして濱田は窯の近所の家にお茶に招かれた時に「黒地に白い縞模様の単純な装飾の大皿」を目にして驚いた。これがリーチや濱田たち、後の「日本の民藝運動家」と、実用品としてのスリップウェアとの出会いだった。その後、窯の近くで古いスリップウェアの破片を見付けるとともに現存するスリップウェアを蒐集し、スリップウェアの技法について試行錯誤しながら、1924年（大正13年）に濱田は英国のスリップウェアの破片と現存していたスリップウェアの器を10枚ほど日本に持ち帰った。
そして濱田の手によって柳宗悦や河井寛次郎も「スリップウェアの実物」を目にし、彼らの作陶に強い影響を与え、「民藝運動の始まり」に強い影響を与えた。
その後、1929年（昭和4年）には鳩居堂で「西歐工藝品展観」が開かれ日本でも始めたてスリップウェアがまとまって紹介され、1938年（昭和13年）には「日本民藝館」で「英国スリップウェアの古陶展」が開催された。また、バーナード・リーチは布志名焼の舩木道忠やその息子の舩木研兒、布志名焼の窯元「湯町窯」と交流を持ち、そして倉敷の武内晴二郎は、戦争で左腕を失っていたもののスリップウェアの作陶をしたくて陶芸家を志すなど、それぞれ独自のスリップウェアに取り組んだ。
こうしてリーチや濱田たち民藝運動家がスリップウェアの技法を、日本各地の陶芸家や窯業生産地に伝授していった。
後年、丹波の柴田雅章によって様々な形で英国のスリップウェア技法が明らかにされ、『芸術新潮』（2004年)の紙面において技法公開がされた。
現在は当時の「民藝運動」の流れを汲んだ窯元や陶芸家の他、新しくスリップウェアに取り組む陶芸家も現れ、各自の好みで選択した土や釉薬を用いた「現代のスリップウェア」が作陶されている。

## スリップウェアの陶芸家や窯元

### 民藝運動の陶芸家

#### スリップウェアも手掛けた民藝運動創始者たち
- バーナード・リーチ[20][37]：リーチ・ポタリー（英語版）[38][39]
- 濱田庄司[20][40]：濱田窯
- 河井寛次郎[20][41]

#### 日本
- 市野茂良[42][43]：丹窓窯[42][43]（丹波立杭焼）[43]
- 舩木道忠[44][25]：灘舩木[45]／布志名舩木窯[26]（布志名焼）[25][46]
- 舩木研兒[47][44][48][46][49][27]：布志名舩木窯[26][46]
- 武内晴二郎[30][31][29]
- 福間貴士[50]：湯町窯[51][52][53]（布志名焼）[51][54]

### 現代の陶芸家

#### 日本
- 市野茂子[55][43]：丹窓窯[55][43]（丹波立杭焼）[55][43]
- 井上尚之[56][53][57]：ふもと窯（小代焼）[56][58]
- 小島鉄平[53][59][60]：てつ工房[59][61][62]
- 伊藤丈浩[63][64][53][65]（益子焼）[66]
- 齊藤十郎[67][68][53][69][70]：juro pottery[71][72]
- 柴田雅章[73][32][33][34][35][36][29]（丹波立杭焼）
- 福間琇士[51]：湯町窯[51][46][53]（布志名焼）[51][46][54]
- 福間庸介[74]：湯町窯[51][46][53]（布志名焼）[51][46][54]
- 藤井佐知[49][75]
- 船越弘（益子焼）
- 前野直史[76][64][77]：生畑皿山窯[78]（丹波立杭焼）[79][80]
- 宮野さとみ[81]
- 柳瀬俊一郎[82]：沙器窯[83]
- 山田洋次[53][84]（信楽焼）[66]
- 山本教行[33][85]：岩井窯[86]

#### 海外の陶芸家
- アンドリュー・マグガーバー[53]
- ペニー・シンプソン[87][19]

## 関連文献
- 誠文堂新光社 編『スリップウェア Slipware 英国から日本へ受け継がれた民藝のうつわ その意匠と現代に伝わる制作技法』誠文堂新光社、2016年1月。ISBN 9784416615980。